# Battaglia di Valcour Bay
La battaglia navale di Valcour Bay venne combattuta l'11 ottobre 1776, nel lago Champlain. Lo scontro principale si svolse nella baia di Valcour (Valcour Bay, in inglese), uno stretto tratto tra l'allora provincia di New York e l'isola di Valcour. In generale, la battaglia viene ricordata come uno dei primi scontri navali della guerra d'indipendenza americana ed una delle prime combattute dalla Marina militare ribelle, che al termine del conflitto divenne, di fatto, la US Navy. La maggior parte delle navi della flotta americana, al comando di Benedict Arnold, furono catturate o distrutte dai britannici, sotto la guida del generale Guy Carleton. Tuttavia, l'opposizione americana bloccò i piani britannici di raggiungere la valle dell'alto fiume Hudson.

## Antefatti

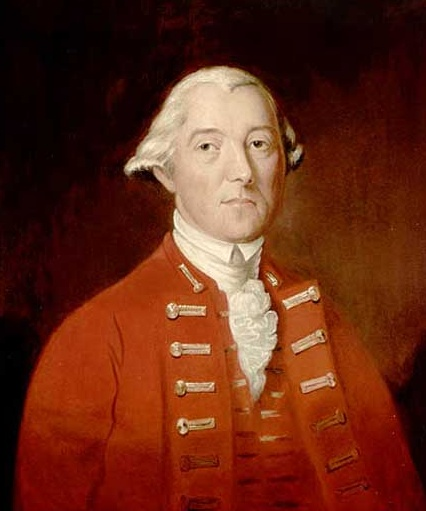
Il governatore del Quebec, generale Guy Carleton

La guerra d'indipendenza, scoppiata nell'aprile 1775, si estese in settembre quando l'Esercito continentale invase il Canada, in particolare la provincia britannica del Quebec. La provincia venne vista dal Secondo congresso continentale come una possibile via d'ingresso nelle colonie, in grado di dividere i ribelli in due. L'invasione raggiunse il suo apice nella battaglia di Quebec, un disastro per gli americani. Nella primavera del 1776, 10 000 soldati britannici e tedeschi giunsero in Quebec e il generale Carleton li guidò respingendo l'Esercito continentale fuori dalla regione, fino a Fort Ticonderoga.
Carleton quindi lanciò la sua offensiva con l'intento di raggiungere il fiume Hudson. Controllare l'alto corso del fiume avrebbe permesso ai britannici di collegare le loro forze in Quebec con quelle nella provincia di New York, impegnate nella campagna di New York e del New Jersey. Questa strategia avrebbe separato le colonie americane meridionali dal New England, potenzialmente stroncando la ribellione.

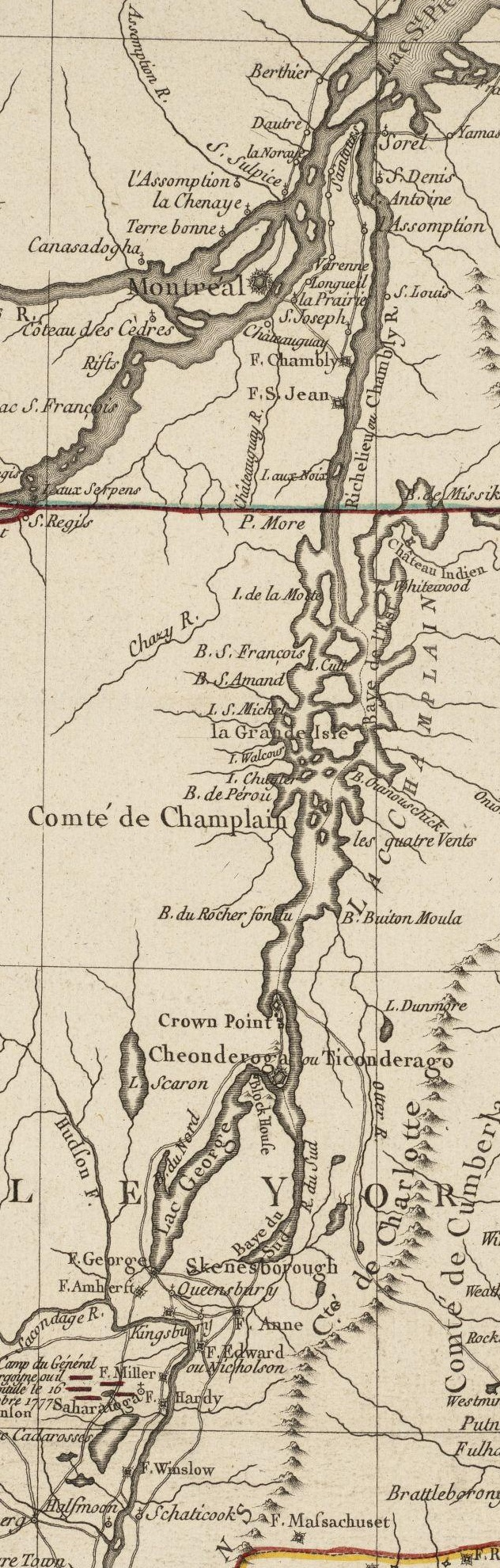
Dettaglio di una mappa francese del 1777, relativa al Lago Champlain; l'isola Valcour è a sinistra de La Grande Isle

L'eliminazione delle roccaforti americane di Fort Crown Point e Fort Ticonderoga richiedeva il trasporto di truppe e rifornimenti dalla valle del San Lorenzo, 150 km a nord. Le strade all'epoca erano impraticabili o inesistenti, perciò l'unica via era il lago. Le uniche unità americane sul lago, in seguito alla ritirata dell'esercito, erano una piccola flotta di navi corazzate che Benedict Arnold aveva messo assieme dopo la cattura di Fort Ticonderoga, nel maggio 1775. Questa flotta, anche se fosse rimasta in mani inglesi, sarebbe stata comunque troppo piccola per trasportare l'esercito britannico fino a Ticonderoga.

## Preludio
Durante la ritirata, gli americani si preoccuparono di distruggere o prendere tutte le navi sul lago Champlain. Quando si ritirarono poi da Fort Saint-Jean, bruciando il forte e affondando tutte le imbarcazioni di cui non avrebbero avuto bisogno, danneggiarono effettivamente i britannici, eliminando ogni loro possibilità di manovra immediata sul lago.
Pianificando le difese del Quebec, il generale Carleton considerò il problema del trasporto sul lago, richiedendo dall'Europa delle imbarcazioni prefabbricate, veloci da assemblare. Gli inglesi, così, poterono contare ben presto su una flotta di navi, tra cui la HMS Inflexible, da 180 t, che i carpentieri disassemblarono a Quebec City e riassemblarono sul fiume Richelieu. In tutto, la flotta britannica comprendeva 25 vascelli, contro le 15 navi americane, per un totale di 80 cannoni, contro i 74 americani di calibro inferiore. Due navi di Carleton, la Inflexible (con 18 cannoni da 12 lb) e l'HMS Thunderer (con 6 cannoni da 24 lb, 6 cannoni da 12 lb e 2 obici), da sole, potevano surclassare il fuoco combinato di tutta la flotta americana. La flotta britannica comprendeva inoltre gli schooner Maria (14 cannoni), Carleton (12 cannoni) e Loyal Convert (6 cannoni), oltre a 20 cannoniere ad albero singolo con 2 cannoni.
I carpentieri americani non furono altrettanto bravi, poiché non era un'occupazione molto diffusa nell'alta provincia di New York. i costruttori quindi erano uomini esperti che vivevano lungo la costa, pagati profumatamente dalla Marina continentale, eccetto il commodoro Esek Hopkins. Alla fine di luglio vi erano più di 200 carpentieri a Skenesborough, oltre a materiali e rifornimenti specifici per la Marina.
I carpentieri a Skenesborough erano supervisionati da Hermanus Schuyler e dall'ingegnere e militare Jeduthan Baldwin. Schuyler cominciò i lavori in aprile per costruire navi più larghe e adatte alla battaglia di quelle usate per attraversare il lago. Il generale Horatio Gates, in comando su tutte le operazioni di costruzione, chiese ad Arnold di prendersi più responsabilità sulle operazioni poiché Gates stesso aveva poca esperienza in Marina, consegnandoli il comando della flotta. Jacobus Wynkoop, precedente comandante della flotta, si rifiutò di essere sostituito e per questo fu arrestato. La costruzione ebbe un calo drastico a metà agosto a causa del diffondersi di un malanno tra i carpentieri. Poiché i comandanti dell'esercito furono scrupolosi nel tenere i malati di vaiolo in quarantena, il malanno che colpì i lavoratori fu qualche sorta di attacco febbrile.

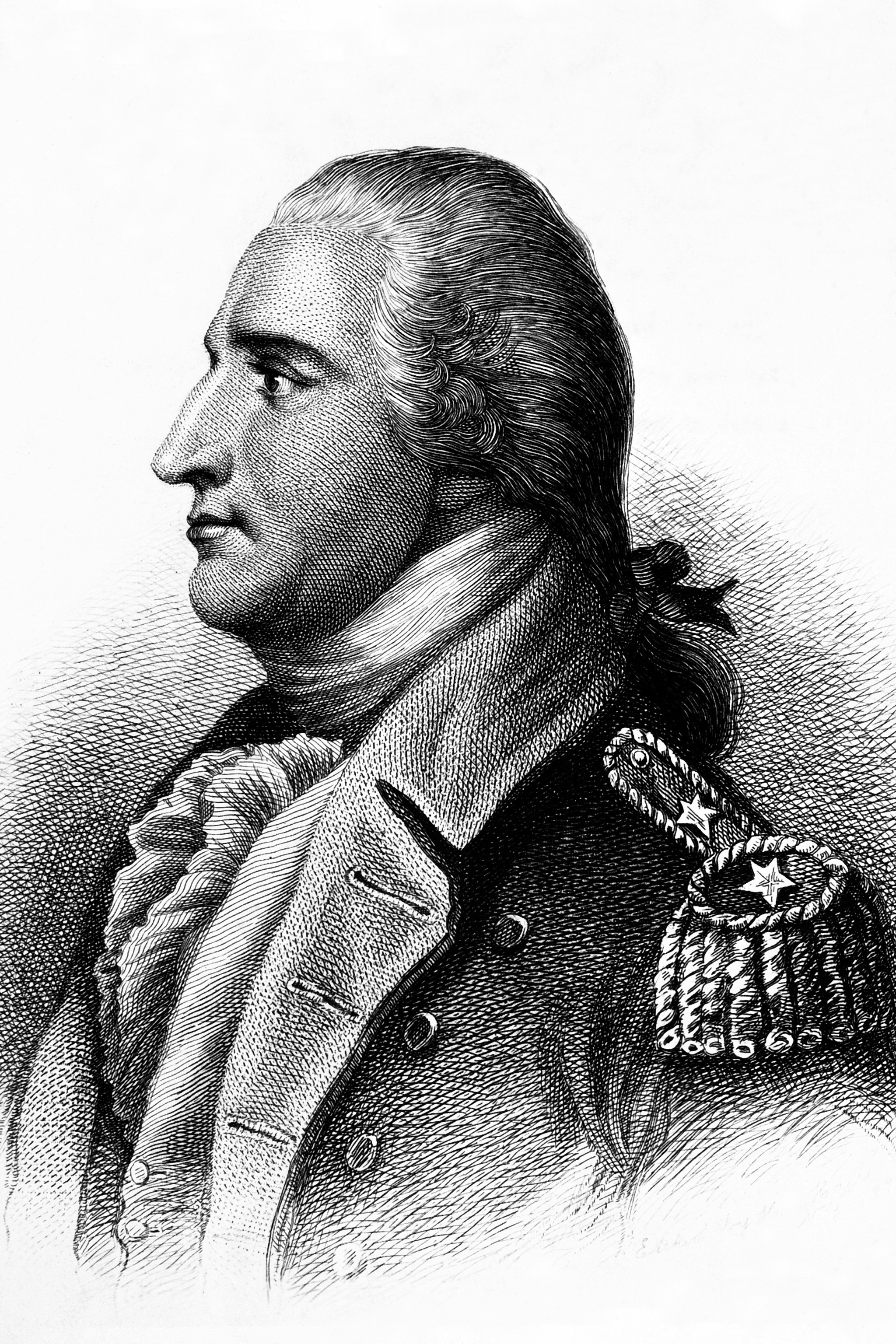
Benedict Arnold

Con l'accrescere delle due flotte avversarie, gli americani cominciarono a pattugliare le acque del lago Champlain e, in agosto, Arnold ordinò che parte della flotta si spostasse nella punta settentrionale del lago, a circa 20 km da Fort Saint-Jean, dove formò una linea difensiva che vi rimase fino al 30 settembre, quando alle navi fu ordinato di ritirarsi fino all'Isola Valcour, per paura di un attacco britannico. Arnold, che prima della guerra aveva viaggiato in Europa e nelle Indie occidentali, scelse con cura il luogo dove incontrare la flotta britannica. Il 1º ottobre, Arnold ricevette attendibili informazioni sulla potenza della flotta britannica, superiore a quella americana e, a causa di ciò, scelse le acque strette e scogliose tra l'Isola di Valcour e la sponda occidentale del lago. Alcuni dei suoi capitani avrebbero voluto combattere in acque aperte per avere qualche possibilità di ritirarsi a Fort Crown Point ma Arnold rispose che lo scopo della flotta americana non era sopravvivere ma rallentare l'avanzata britannica, verso Crown Point stesso e Fort Ticonderoga, fino alla primavera successiva.

## Battaglia

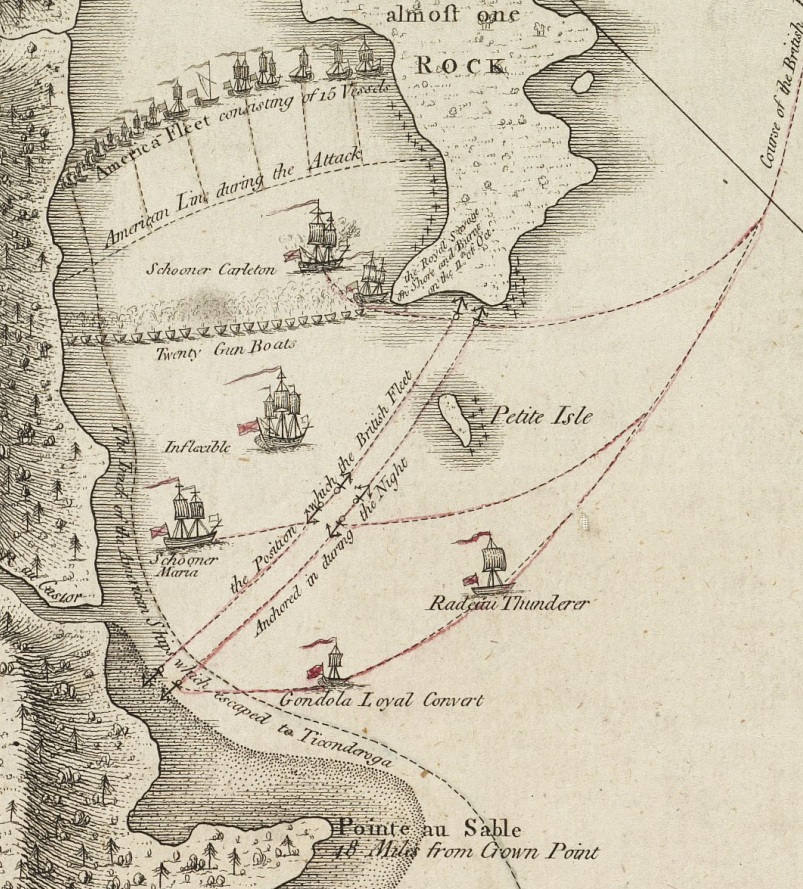
Dettaglio di una mappa dove si può vedere lo scontro navale

La flotta di Carleton, comandata dal capitano Thomas Pringle, salpò il 9 ottobre. Le navi avanzarono con cautela verso sud, alla ricerca della flotta di Arnold. Nella notte del 10 ottobre, la flotta gettò l'ancora a circa 15 km dal posizione delle navi americane, ancora sconosciuta agli inglesi. Il giorno seguente, continuarono a navigare verso sud con i venti favorevoli. Oltrepassato l'estremità settentrionale dell'Isola Valcour, Arnold lanciò nella mischia la Congress e la Royal Savage per attirare l'attenzione dei britannici. Dopo un inefficace scambio di bordate con i britannici, le due navi tentarono di ritirarsi sulla linea di Arnold. Tuttavia, la Royal Savage non riuscì a sopraffare il vento contrario e fu costretta a dirigersi sulla riva della punta sud dell'isola. Alcune cannoniere britanniche si diressero verso di lei, mentre il suo capitano, Hawley, abbandonava la nave assieme all'equipaggio. L'equipaggio inglese della HMS Loyal Convert l'abbordò, catturando 20 uomini ma fu costretto a ritirarsi a causa del bombardamento delle altre navi americane. Molti dei diari di Arnold furono persi con la Royal Savage che fu data alle fiamme dagli inglesi.

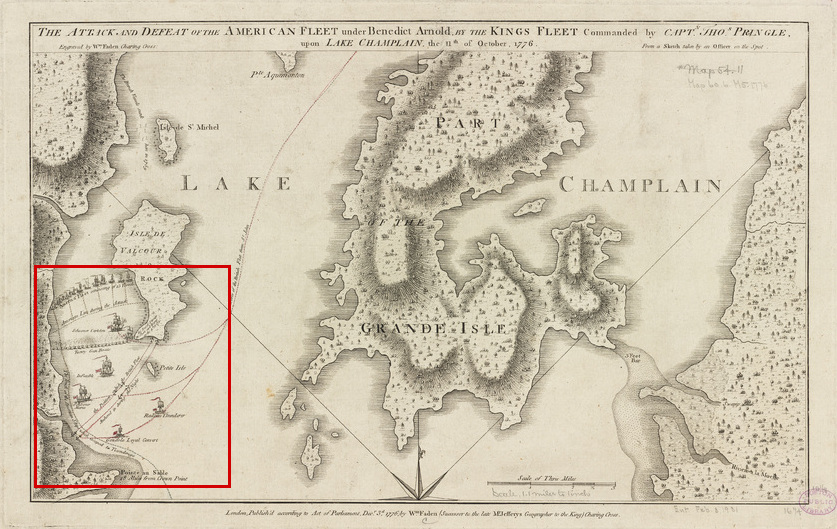
Mappa del 1776 dell'area nord del Lago Champlain

I britannici si diressero quindi verso la linea americana: circa alle ore 12:30 la battaglia raggiunse il culmine, con feroci scambi di bordate che durarono per tutto il pomeriggio. La americana Revenge fu duramente colpita e la Philadelphia affondò verso le ore 18:30. La ammiraglia britannica, la Carleton, divenne il centro del fuoco americano e fu danneggiata da un colpo fortunate che la costrinse a ritirarsi, dopo aver perso otto uomini e con altri otto feriti. In questa situazione, si distinse il futuro ammiraglio Edward Pellew che condusse al sicuro la Carleton mentre il suo superiore era rimasto ferito. Un altro colpo fortunato centrò il magazzino delle munizioni di una cannoniera, facendo letteralmente esplodere la nave.
Verso il tramonto, anche la britannica Inflexible raggiunse la battaglia e con i suoi cannoni colpì duramente la flotta americana. Nel frattempo, gli inglesi avevano fatto sbarcare degli indiani sulle coste del lago e sull'isola per impedire agli americani di ritirarsi via terra. Con il calare della notte, la flotta americana si ritirò e i britannici cessarono l'attacco, in parte perché erano a corto di munizioni.

## Ritirata
Nella notte dell'11 ottobre, la battaglia si era chiaramente chiusa a sfavore degli americani. La maggior parte delle loro navi erano state affondate o danneggiate e vi furono circa 60 vittime; i britannici subirono circa 40 vittime. Consci di non poter sconfiggere la flotta britannica, Arnold decise di provare a raggiungere Fort Crown Point, circa 35 km più a sud. Con la copertura della nebbia e dell'oscurità, con remi ovattati e pochissime luci, attraversarono una zona ampia circa 1,5 km, tra le navi britanniche e la costa occidentale del lago dove vi erano i focolari accesi degli indiani. All'alba, raggiunsero l'Isola Schuyler, circa 8 km a monte del lago. Carleton, non sapendo ciò, inviò la sua flotta per aggirare l'Isola Valcour e trovare gli americani ma capendo che la flotta non era lì inviò degli esploratori per trovarla.
Le manovre americane andarono a rilento a causa delle condizioni delle varie imbarcazioni; presso l'Isola Valcour, persero due navi e altre furono riparate alla buona. Il cutter Lee fu abbandonato per i troppi danni e in seguito sarà recuperato dagli inglesi. Verso le 14:00, la flotta salpò nuovamente, cercando di avanzare nonostante il clima fosse avverso. Il mattino seguente, le navi erano a poco più di 20 km da Crown Point e gli alberi maestri delle navi britanniche spuntavano all'orizzonte. Quando il vento cambiò direzione, i britannici sfruttarono il loro vantaggio, raggiungendo gli americani e bersagliando le navi Congress e Washington, nella retroguardia della flotta. Arnold decise quindi di far arenare le cannoniere presso Split Rock, a 18 km da Crown Point. La Washington, tuttavia, era troppo danneggiata e fu costretta ad arrendersi con i suoi 110 uomini d'equipaggio.
Arnold quindi condusse le restanti navi in una baia poco profonda dove le navi inglesi, di dimensioni maggiori, non erano in grado di seguirle. Le navi furono quindi tratte in secca e date alle fiamme. Gli equipaggi sopravvissuti alla battaglia, circa 200 uomini, raggiunsero Crown Point, sfuggendo alle imboscate tese dagli indiani. Al forte rincontrarono le navi Trumbull, New York, Enterprise e Revenge, sfuggite ai britannici, oltre alla Liberty giunta con rifornimenti prelevati da Fort Ticonderoga.

## Conseguenze
Arnold, credendo che Fort Crown Point non fosse un buon punto difensivo contro l'estesa flotta britannica, distrusse e abbandonò il forte, conducendo i suoi uomini a Fort Ticonderoga. Il generale Carleton, invece di condurre i prigionieri in Quebec, giunse a Ticonderoga proponendo una tregua. Gli uomini rilasciati dagli inglesi furono rimandati a casa da Arnold, poiché lodavano troppo le gesta di Carleton e si temeva una diserzione.
Con il controllo del lago, le truppe inglesi sbarcarono a Crown Point il giorno seguente. Lì, rimasero per due settimane, mandando esploratori fino a 5 km da Ticonderoga. Tuttavia il periodo per le battaglie terminò poco dopo, con l'arrivo delle prime nevi, e poiché le vie di rifornimento inglesi erano troppo difficili da mantenere, Carleton decise di ripiegare a nord, "concedendo" il successo ad Arnold, il cui compito era quello di ritardare gli inglesi.